# Dionísio Sousa
Dionísio Mendes de Sousa  (Vila de São Sebastião, Ilha Terceira, 9 de outubro de 1940) é um político, professor e escritor português.

## Início de vida e juventude: estudos

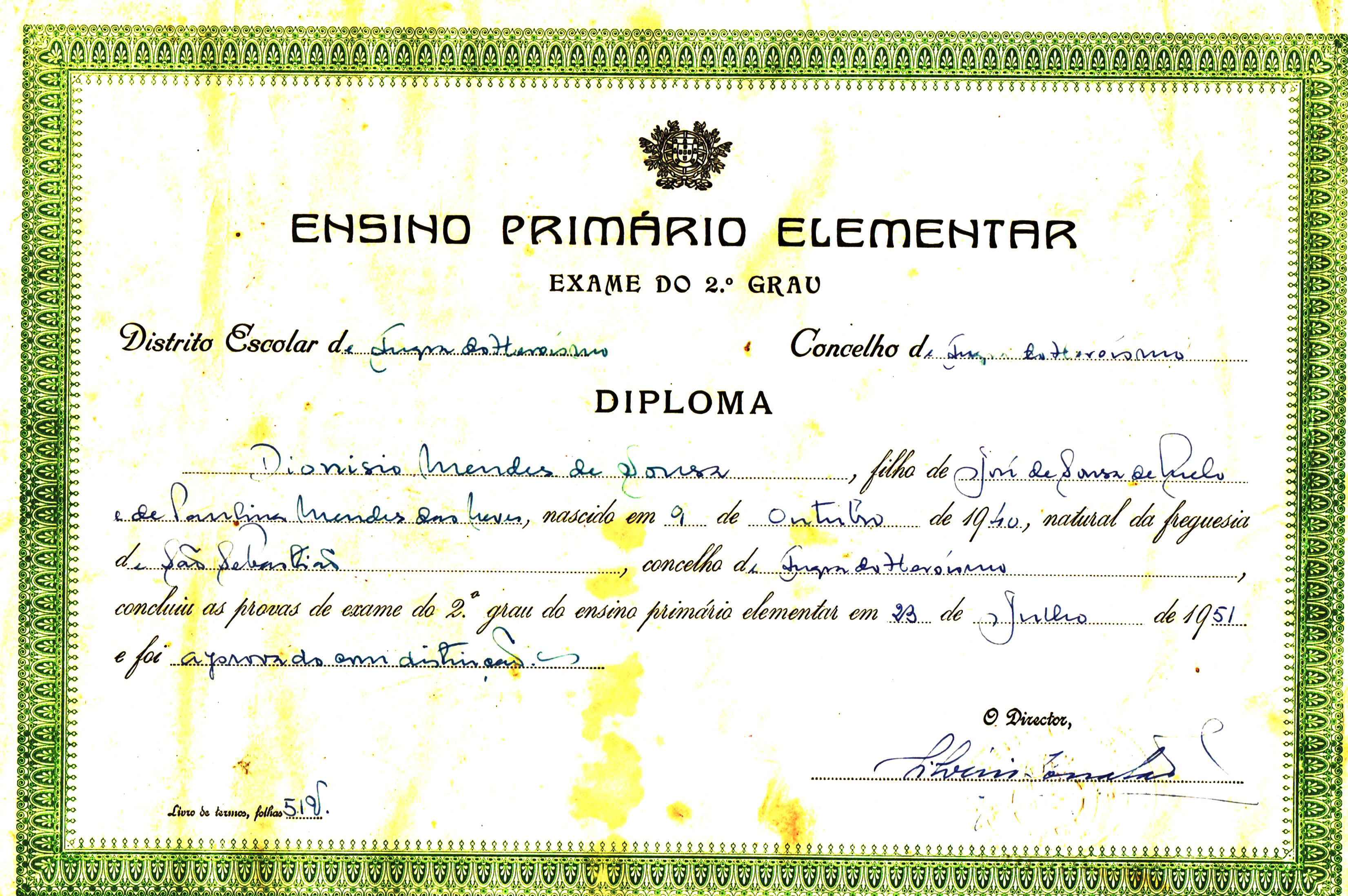
Diploma do 2º grau

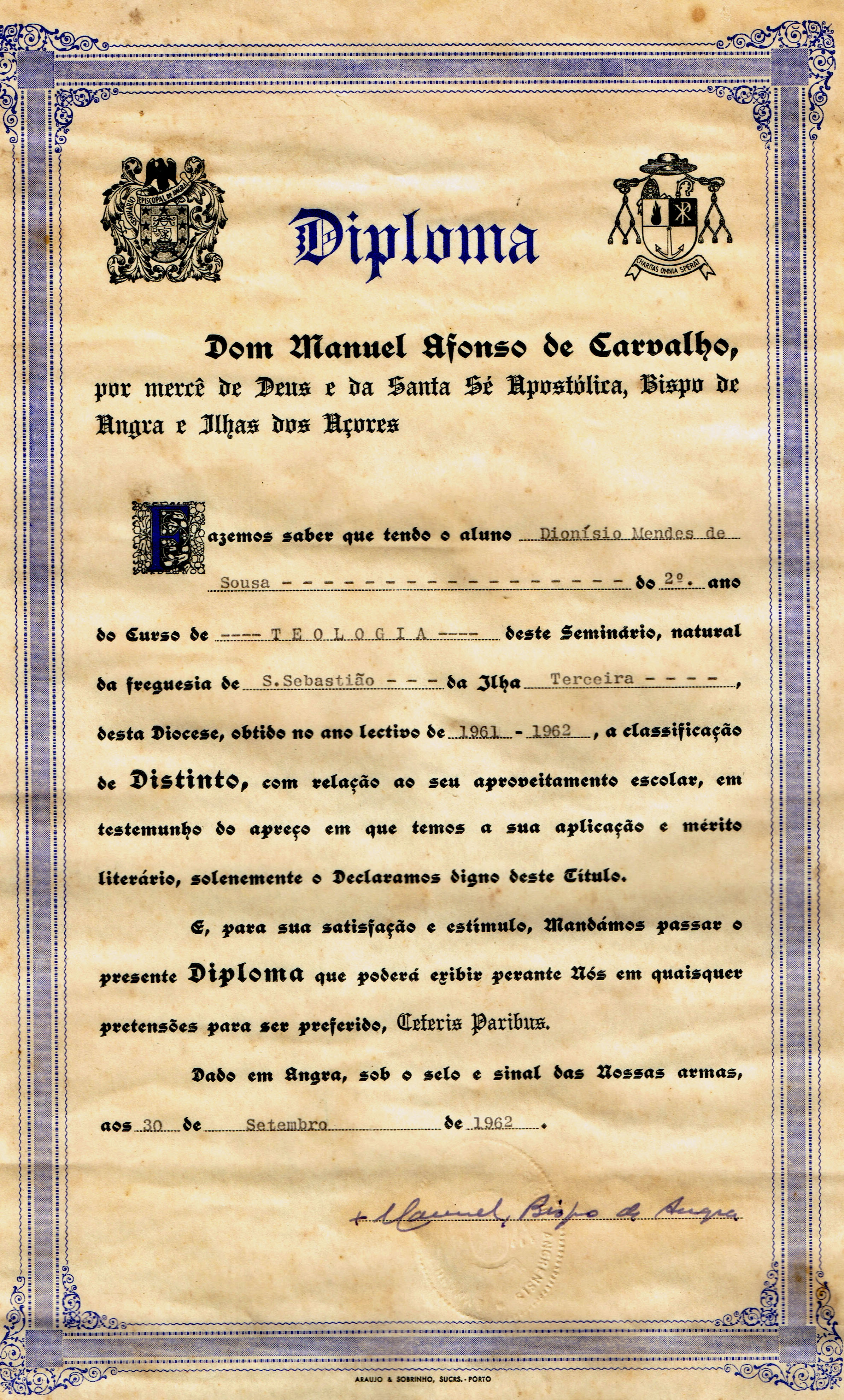
Diploma do Seminário Episcopal de Angra

Terminada a instrução primária com o exame do 2º grau aprovado com distinção na escola de ensino primário da Vila de São Sebastião, frequentou o Seminário Episcopal de Angra do Heroísmo de outubro de 1952 a junho de 1964. Neste curso obteve as mais altas classificações e aproveitamento com a atribuição, em todos os anos letivos, de um diploma reservado aos alunos que obtinham classificações elevadas (mínimo de 16 numa escala de 20) em mais de metade das disciplinas.

## Início da maioridade: estudos e atividades profissionais
Entre 1965 e 1968, prestou serviço militar obrigatório em vários estabelecimentos militares, entre os quais o Estado-Maior do Exército, em Lisboa. Igualmente entre 1965 e 1968, frequentou a Faculdade de Letras da Universidade de Lisboa, na licenciatura de Filosofia, tendo obtido o grau de licenciado. No ano letivo de 1969/70, exerceu as funções de professor do ensino secundário no Liceu Padre António Vieira (História), em Lisboa, e no Externato Séneca (Português).
Em 1971, frequentou o curso de Ciências Pedagógicas da Faculdade de Letras da Universidade de Lisboa. De 1971 a 1974, matricula-se e frequenta, em regime noturno e como estudante-trabalhador, o curso de Ciências do Trabalho, no Instituto Superior de Economia (ISEF). De 1971 a 1975, exerceu as funções de diretor do Serviço de Pessoal na “Transul – Empresa de Transportes” da zona Sul do Tejo.

## Atividade como professor
Em 1976/77, é professor do ensino secundário no Liceu de Almada, nas disciplinas de Filosofia e Psicologia. Em 1977-1978, realiza o Estágio para professor efetivo no Liceu Antero de Quental, em Ponta Delgada, com a classificação de 17 valores. Em 1978/79, efetiva-se como professor do quadro do Liceu de Angra do Heroísmo. Em 1979/80, exerce as funções de presidente do Conselho Diretivo do Liceu de Angra.

## Atividade como político
Nas eleições regionais de 5 de outubro de 1980, candidata-se à Assembleia Legislativa Regional como independente nas listas do PS-Açores.
Entre 1980 e 2004, exerce o mandato de deputado regional durante 6 legislaturas. No exercício dessas funções, foi presidente do Grupo Parlamentar do Partido Socialista na Assembleia Legislativa Regional dos Açores (1982-1992). Em várias legislaturas desempenhou o cargo de presidente das Comissões Permanentes de Assuntos Sociais e de Economia da Assembleia Legislativa Regional.

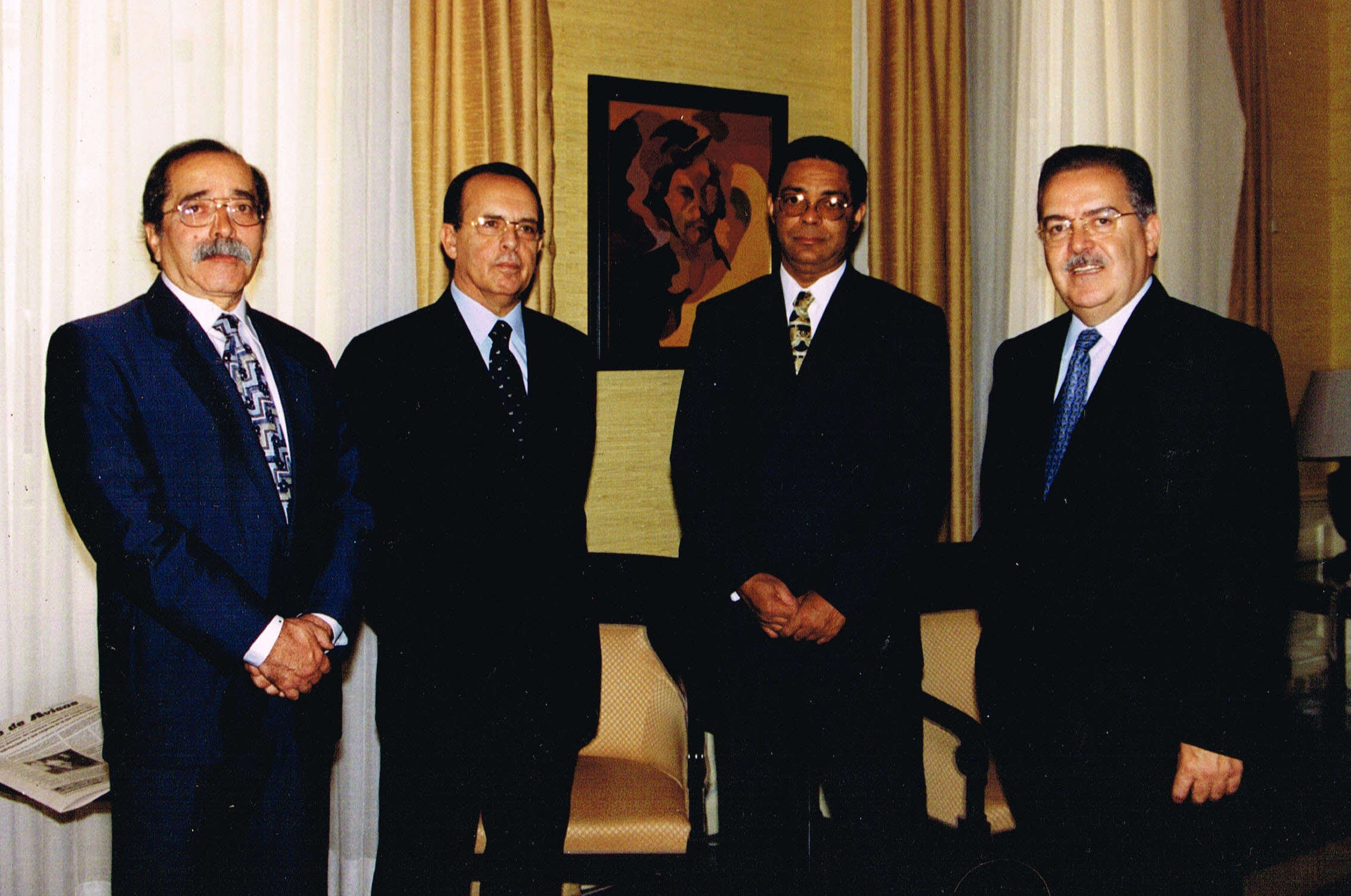
Dionisio Sousa com os Presidentes das Assembleias da Madeira, Cabo Verde e Canárias, nas jornadas Parlamentares Atlânticas, em maio de 1998

De 1996 a 1998, foi presidente da Assembleia Legislativa Regional dos Açores. Em 3 de setembro de 2001, foi agraciado com o grau da Grã-Cruz da Ordem do Infante D. Henrique. De 2002 a 2004, foi presidente da Direção do Rádio Clube de Angra e, em 2004, aposentou-se com a pensão de professor do ensino secundário.
Entre 1982 (em que passou a deputado inscrito no Partido Socialista) e 2004, exerceu vários cargos político-partidários no âmbito local, regional e nacional, tais como membro do Secretariado Regional do Partido Socialista, membro da Comissão Regional e da Comissão Nacional do PS, membro da Assembleia Municipal de Angra do Heroísmo e presidente (durante 8 anos) do Grupo Municipal do PS nesta Assembleia, candidato pelo Partido Socialista à Câmara Municipal de Angra do Heroísmo em 1989 e Presidente do PS-Açores.
Por decisão unânime do plenário da Assembleia Regional dos Açores, tomada em 11 de maio de 2006, foi agraciado com a Insígnia Autonómica de Valor.

## Atividade como escritor
Desde 1980 que tem colaboração dispersa por vários órgãos da comunicação social açoriana (A União, Diário Insular, Açores Expresso, Correio dos Açores)
Em 2013, seleciona, prefacia e edita a obra “Testamento Poético“ de Coelho de Sousa (Editoras Bubok, Amazon e Lulu).
Em 2014, publica as obras Achegas sobre a Autonomia e Livro de Bagatelas, ambos em sistema de auto publicação na editora Lulu. Em 14 de janeiro de 2014, inicia a publicação do jornal trimestral "Boa Nova", primeiro jornal editado na Vila de São Sebastião.

## Vida pessoal
É casado, desde 1974, com Maria Doralice Barcelos Falcão Sousa e tem 2 filhos, Ana Rita Falcão de Sousa Carapinha, casada com Nuno Miguel Morais Carapinha e com um filho Sebastião de Sousa Carapinha, e José Duarte Falcão de Sousa, nascidos, respetivamente em 27 de dezembro de 1979 e 3 de setembro de 1982.
É autor de vários blogues, O Ventilhador e Álamo Esguio, e sítios na internet.